# Sporadanthus
Sporadanthus là một chi thực vật có hoa trong họ Restionaceae.